# سباستيان رامبرتو
سباستيان رامبرتو (Sebastián Pascual Rambert) (30 يناير 1974 في برنال في الأرجنتين – )؛ هو لاعب كرة قدم كان يلعب كمهاجم. يلعب مع منتخب الأرجنتين لكرة القدم منذ عام 1994.

## مسيرته الكروية
لعب سباستيان رامبرتو خلال مسيرته الاحترافية مع 7 أندية في خمسة عشر موسمًا وسجل خلالها 35 هدفًا ضمن 161 مباراة. ولم يفز بأي موسم بالكأس وفاز في ثلاثة مواسم بالدوري.
خاض سباستيان رامبرتو مسيرته مع نادي إنديبندينتي في موسم 1991–92 في المرة الأولى ليلعب معه أربعة مواسم ثم في موسم 2000–01 لمدة موسم واحد، مشاركًا طوالها في 62 مباراة سجل خلالها 14 هدفًا. ثم انتقل إلى نادي ريال سرقسطة في موسم 1995–96 لمدة موسم واحد، حيث شارك في 20 مباراة سجل خلالها 5 أهداف. لينتقل بعدها إلى نادي بوكا جونيورز في موسم 1996–97 ولمدة موسمين، مشاركًا في 28 مباراة سجل خلالها 10 أهداف. ثم انتقل إلى نادي ريفر بليت في موسم 1997–98 واستمر معه طيلة ثلاثة مواسم، مشاركًا في 37 مباراة سجل خلالها 5 أهداف. هذا وانتقل لاحقًا إلى نادي إيراكليس في موسم 2001–02 لمدة موسم واحد، مشاركًا في 11 مباراة سجل خلالها هدفًا واحدًا. ثم انتقل بعدها إلى نادي أرسنال ساراندي في موسم 2002–03 ولمدة موسمين، مشاركًا في 3 مباريات ولم يسجل أي هدف.

## وصلات خارجية
- سباستيان رامبرتو على موقع الاتحاد الدولي (مؤرشف)  (الإنجليزية)
- سباستيان رامبرتو على موقع قاعدة بيانات كرة القدم.إي يو (الإنجليزية)
- سباستيان رامبرتو على موقع ناشيونال فوتبول تيمز (الإنجليزية)